# جيمس مونتجومري بيلي
جيمس مونتجومري بيلي (بالإنجليزية: James Montgomery Bailey)‏ هو صحفي أمريكي، ولد في 25 سبتمبر 1841، وتوفي في 4 مارس 1894.